# Calvoa grandifolia
Calvoa grandifolia är en tvåhjärtbladig växtart som beskrevs av Célestin Alfred Cogniaux. Calvoa grandifolia ingår i släktet Calvoa och familjen Melastomataceae. Inga underarter finns listade i Catalogue of Life.